# هاردينغ (نيومكسيكو)
هاردينغ هي إحدى مقاطعات ولاية نيو مكسيكو في الولايات المتحدة. بلغ عدد سكانها اعتبارًا من تعداد عام 2020 حوالي 657 نسمة، مما يجعلها المقاطعة الأقل اكتظاظًا بالسكان في الولاية، والمقاطعة رقم 13 من حيث عدد السكان في الولايات المتحدة. مقر المقاطعة هو موركويرو. سميت المقاطعة على اسم رئيس الولايات المتحدة وارن جي هاردينج، وتم إنشاؤها (من أجزاء من مقاطعتي يونيون ومورا) في يوم تنصيبه رئيسًا في 4 مارس 1921، مما جعله آخر رئيس يطلق اسمه على مقاطعة.
المدن المدمجة الوحيدة في مقاطعة هاردينج هي روي وموركويرو.